# Coussin berlinois
Pour les articles homonymes, voir Coussin (homonymie).

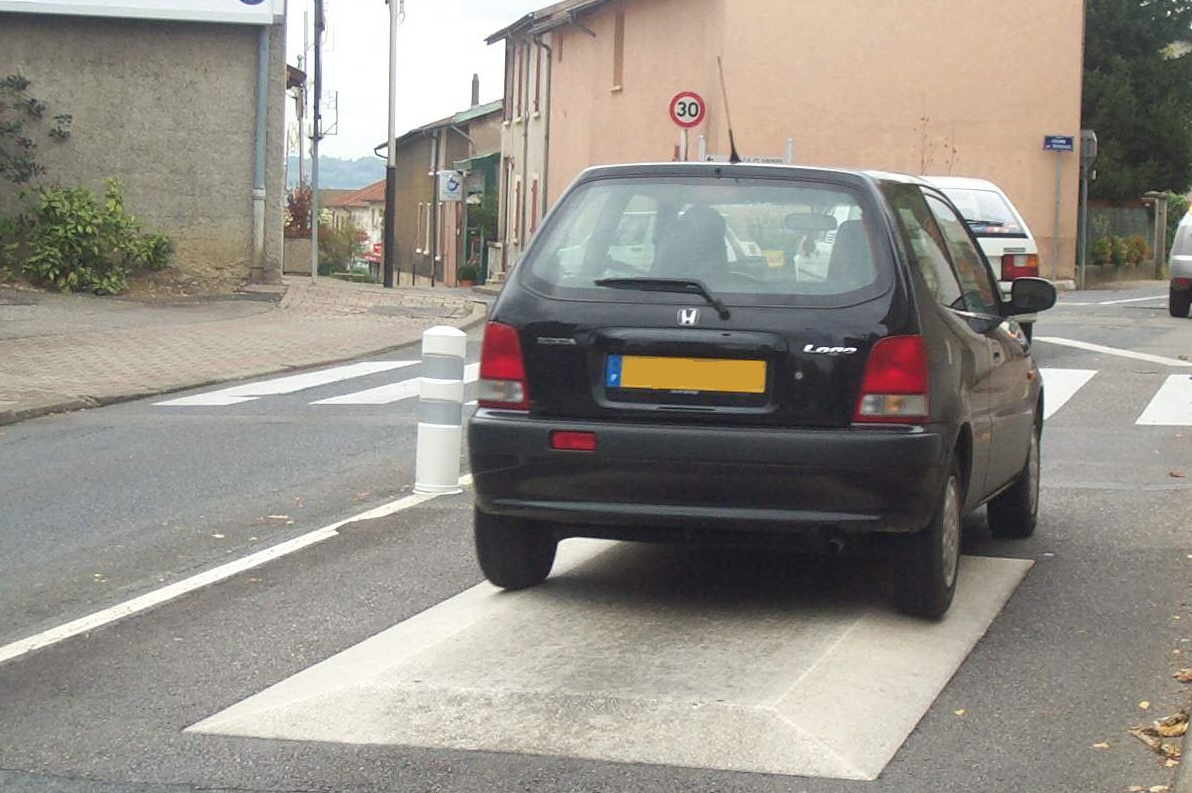
Coussin berlinois en béton.

Un coussin berlinois est un dispositif rectangulaire destiné à ralentir la vitesse des automobiles sans gêner les autres usagers de la chaussée. Pour cela, il est suffisamment étroit, pour permettre aux cyclistes de passer à droite et aux autobus de passer par-dessus sans le toucher avec leurs roues, mais suffisamment large pour que les voitures doivent faire passer au moins un côté dessus.
Les coussins berlinois sont notamment utilisés pour faire respecter les zones 30.
On les appelle « berlinois » car ils ont été expérimentés pour la première fois à Berlin, ville qui a classé près de 70 % de ses voies en zone 30.

## Origine, principe et efficacité

### Histoire
Dès le milieu des années 1970, l'Allemagne expérimentait des dos d'âne, sur la base des résultats des Pays-Bas. Les seuils/ralentisseurs de Delft déjà utilisés là-bas devraient également ralentir efficacement la circulation des véhicules dans les zones résidentielles allemandes. En 1988, des ralentisseurs ont également été testés avec succès à Krefeld dans le cadre d'un projet de test et les coussins dits Krefeld ont été développés de cette manière.
Les dispositifs berlinois — par la suite dénommés « Coussins berlinois » en français — qui ont été essayés à Berlin à l'époque, sont particulièrement utilisés en France. Il s'agit de ralentisseurs plus petits que les camions et les cyclistes peuvent franchir ou contourner.

### Principe
Les ralentisseurs classiques prennent toute la largeur de la route ralentissant à la fois les bicyclettes et les véhicules d'urgence.
Les coussins berlinois se sont développés dans le contexte européen : les véhicules européens classiques ont une moindre largeur d'essieu disposant les roues gauches et droites à proximité l'une de l'autre. Les véhicules d'urgence ont une largeur entre roue plus importante ce qui permet aux coussins berlinois de les différencier.

### Efficacité du coussin berlinois
La vitesse est reconnue comme un facteur aggravant des accidents en agglomération. Le coussin berlinois est donc un dispositif s’attaquant directement à ce facteur.
Une étude du département d’étude des transports menée au début des années 2000 montre que la réduction de la vitesse en agglomération via la mise en place de zones 30 permet de diminuer de près de 50 % le nombre d’accidents en ville.
De nombreuses collectivités ont donc mis en place différents dispositifs de ralentissement comme les dos d’âne ou les coussins berlinois à la suite de cette étude.

## Mise en œuvre

### Homologation en France et mise en œuvre
Le décret no 94-447 du 27 mai 1994 (NOR EQUS9400480D) décrit de façon précise les normes à respecter pour les ralentisseurs de type « dos d'âne » et « trapézoïdale » (passage piéton surélevé). La norme NF P98-300 du 16 mai 1994 s'y rapporte également. Contrairement à une croyance populaire cette norme ne régit pas les coussins et les plateaux surélevés .
L'utilisation des coussins berlinois n'est encadrée que par les seules recommandations édictées par le Centre d'études et d'expertise sur les risques, l'environnement, la mobilité et l'aménagement (CEREMA), un organisme placé directement sous la tutelle du ministère de la Transition écologique et solidaire et du ministère de la Cohésion des territoires et des relations avec les collectivités territoriales et qui regroupe depuis 2011 onze composantes du réseau scientifique et technique de l’État français :
- les huit Centres d'études techniques de l'Équipement (CETE)
- le Service d'études sur les transports, les routes et leurs aménagements (Sétra).
- le Centre d'études sur les réseaux, les transports, l'urbanisme et les constructions publiques (Certu).
- le Centre d'études techniques maritimes et fluviales (Cetmef).

Il existe un guide de référence pour l'implantation, la géométrie et la signalisation des coussins et des plateaux surélevés, édité par le Centre d'études sur les réseaux, les transports, l'urbanisme et les constructions publiques (CERTU), Le Guide des coussins et plateaux.
Par ailleurs l'article 28-1 de la deuxième partie de l'instruction interministérielle sur la signalisation routière reprend les éléments de l'arrêté du 6 décembre 2011 modifiant l'arrêté du 24 novembre 1967 relatif à la signalisation des routes et des autoroutes.
Concernant les coussins en caoutchouc, à la suite d'une question écrite posée par le député UMP Jean-Claude Bouchet au secrétaire d'État aux Transports le 14 juillet 2009, il est aujourd'hui demandé que la mesure d'adhérence SRT (selon la norme NF EN 13036-4) soit supérieur à 0,45 par temps sec et mouillé (contrairement aux équipements plus anciens qui n'étaient pas testés).
Par ailleurs, il faut noter que les recommandations du CEREMA n'ont pas de valeur légale, comme rappelé par la cour administrative d'appel de Lyon dans son verdict du 11 février 2021 dans l’affaire Christophe L contre le maire de Saint-Jean-Le-Vieux (01). Quelles que soient les recommandations du CEREMA, elles ne peuvent en aucun cas s’opposer au décret no 94-447 et à sa norme NF 98-300.
Autre point important, les coussins berlinois en caoutchouc vulcanisé et les coussins lyonnais (en béton préfabriqué) sont des ralentisseurs de forme trapézoïdale. Cette forme correspondant aux profils géométriques de base du décret no 94-447 et de la norme NF 98-300, ces ralentisseurs tombent de fait sous les restrictions d'implantation du décret et sous les contraintes de construction de sa norme NF. Ils sont donc non conformes à toute utilisation sur les voies publiques. 
En France, le coussin berlinois bénéficie d'un faible coût de l'ordre de 2 000 à 3 000 euros, soit trois fois moins qu’un dos d'âne classique.

### Royaume-Uni
Au Royaume-Uni, le coussin berlinois occupe une partie de la voie sur laquelle il est installé,.
Les coussins berlinois peuvent être installés sur des rues où la vitesse est limitée à 30 mph (48 km/h).
En 1991, le Road Traffic Act 1991 amenda le Highways Act 1980 pour permettre l’utilisation de ces coussins berlinois qui ne sont pas conformes aux exigences de la législation antérieure.
Des services d'urgence et des opérateurs d'autobus et d'autocar ont demandé la mise en place de coussins berlinois pour éviter les anciens dispositifs antérieurs.
À des fins de sécurité pour tous les usagers, des expérimentations ont été réalisées dans les territoires des autorités locales du Sheffield City Council et du York City Council de manière à produire une documentation à même d'éclairer les choix, en partie sur la vitesse et en partie sur le bruit.
Les expérimentations ont montré que les coussins berlinois ne posent pas d'inconfort excessif aux usagers des longs autocars et des longs autobus et aux occupants des véhicules de service de lutte contre l'incendie,.
L'inconfort est plus grand pour les autobus et les autocars plus courts ainsi que pour les ambulances dotées de roues arrière doublées.
Il est considéré que la pente latérale de la rampe ne devrait pas être plus raide qu'un rapport de un sur quatre et que la pente longitudinale de la rampe ne devrait pas être plus raide qu'un rapport de un sur huit.
Toutefois, dans certains cas, une pente longitudinale d'un rapport de un pour six peut dans certains cas faire un véhicule toucher le sol. Pour que ces pentes soient utilisées, il faudrait que les véhicules soient compatibles.
La hauteur des coussins berlinois ne devrait pas dépasser 80 millimètres en dernière absolue extrémité : lorsque la hauteur du coussin dépasse cette hauteur, les véhicules du Royaume-Uni peuvent toucher le sol. Au Royaume-Uni, une hauteur de 75 millimètres est recommandée.
Sur le marché britannique, la taille des coussins berlinois varie de 1,7 à 3,4 mètres en longueur, et de 1,3 à 1,9 mètre en largeur. Des essais extérieurs ont suggéré que les coussins qui génèrent le moins d'inconfort ont des caractéristiques de 3,5 mètres de longueur, 1,6 mètre de largeur, 65 millimètres de hauteur et un huitième de pente.
Les vitesses pratiquées sont d'environ 30 km/h pour des coussins étroits de 1,6 mètre et de 23 km/h pour des coussins d'une largeur de 1,8 à 1,9 mètre.
| Matériau                | Coût                                              |
| ----------------------- | ------------------------------------------------- |
| béton                   | 350 livres l'unité et 1 300 livres d'installation |
| pavé construit sur site | 1 000 livres                                      |
| caoutchouc              | 600 à 1 000 livres                                |
| asphalte                | 150 à 200 livres                                  |

## Difficultés
L'avantage de ce dispositif est son coût peu élevé en comparaison à d’autres dispositifs de ralentissement du trafic.

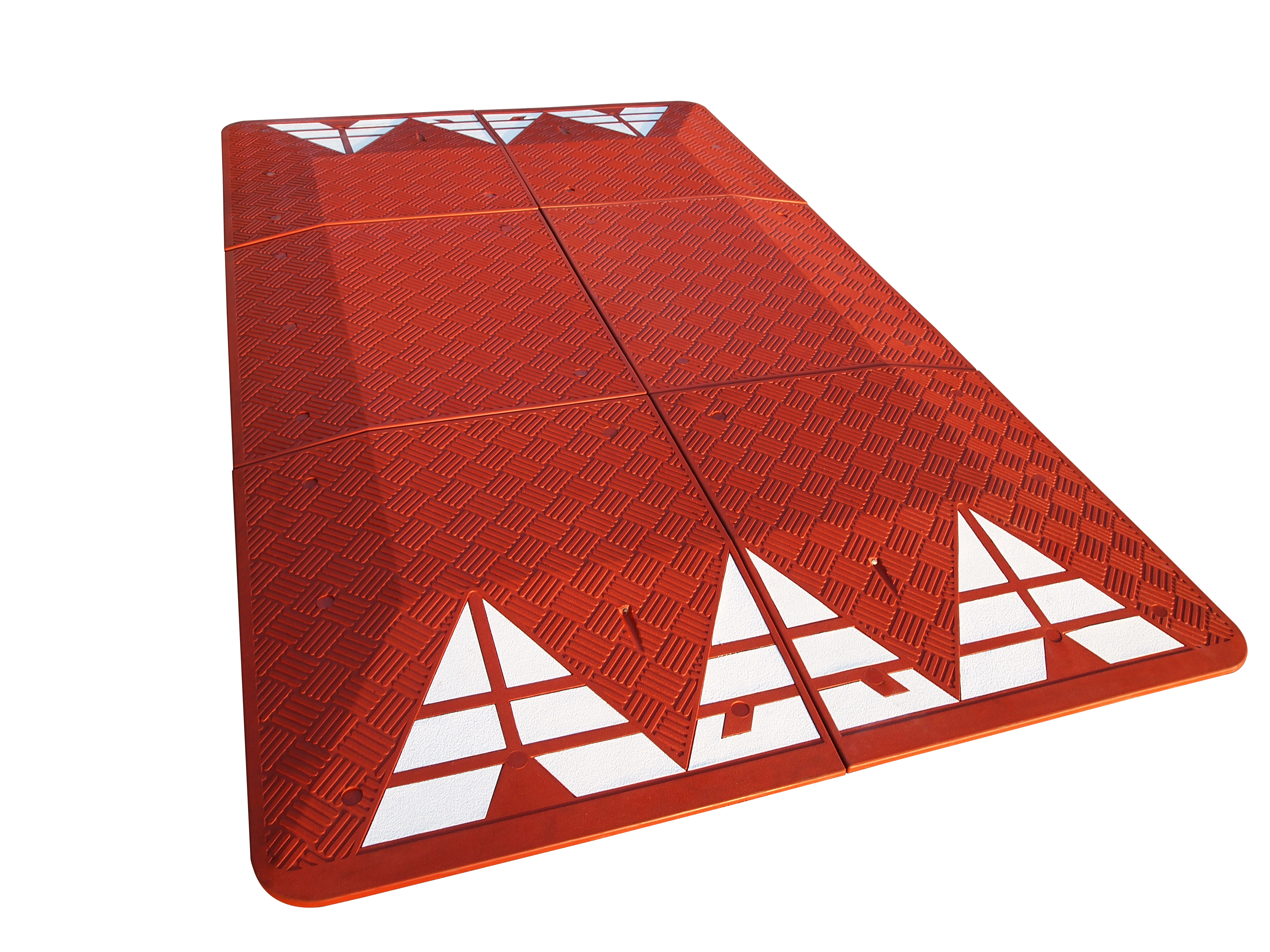
Coussin berlinois en caoutchouc vulcanisé.

Toutefois, leur installation ne doit pas oublier le respect des réglementations. Par exemple, les dispositifs de type « coussin berlinois » en caoutchouc vulcanisé d'ancienne génération présentaient un faible coefficient d'adhérence et étaient donc particulièrement dangereux. Le Guide des coussins et plateaux recommande un suivi et un entretien régulier de ce type d'équipement, avec notamment une surveillance de l’évolution de l'adhérence de surface durant toute la durée de vie du coussin, la reprise de la peinture des triangles dès que nécessaire et le remplacement immédiat des éléments de coussins dégradés ou se descellant. Il faut noter que les défauts de cohérence avec la chaussée de ce type d'équipement se sont grandement atténués avec les coussins de nouvelle génération.
Le dispositif est régulièrement dénoncé par les motards comme dangereux, surtout lorsqu'il s'agit de dispositifs non homologués ou mal mis en œuvre. Le gouvernement a ainsi répété qu'il en allait de la responsabilité pénale personnelle du gestionnaire de voirie responsable de la mise en place et de l'entretien de ces dispositifs ralentisseurs en cas de problème ou de non-conformité.
Les dispositifs en béton désactivé sont également décriés, ayant apparemment un coefficient de frottement trop important, cette fois-ci[réf. nécessaire].
Comme tout équipement routier, ce type d'aménagement doit être régulièrement surveillé et entretenu. La durée de vie de ces équipements est très variable selon le trafic et la qualité de la mise en œuvre.
Les autres problématiques relevées par la réponse ministérielle de 2009 sont la détérioration très rapide de la surface des coussins berlinois ainsi que les ruptures très rapides des vis d’ancrage qui provoquent la désolidarisation des coussins de la voie sur laquelle ils sont implantés, créant ainsi un danger manifeste pour tous les usagers des routes. 

### Contraintes d'infrastructure
Les coussins berlinois nécessitent un marquage, une signalisation routière, et un éclairage en dehors des zones 30.

### Comportements inadaptés
En présence de coussins berlinois, certains  conducteurs adoptent un comportement inadapté comme le fait de conduire au milieu de la route ou au contraire à la place des cyclistes, notamment au Royaume-Uni.

## Alternatives

### Dos d'âne intelligent
Le dos d'âne intelligent est une alternative au coussin berlinois. Il partage avec ce dernier le principe de délivrer un accident de terrain dans le but de faire ralentir un véhicule excédant la vitesse, mais se rabat au niveau du sol lorsqu'un véhicule respecte la vitesse afin d'éviter l'inconfort du coussin berlinois.
Cette approche est possible grâce aux informations fournies par un radar intelligent.
Au Mexique, ce système d'information routière est commercialisée sous l’appellation Tope Inteligente. Il fonctionne avec 14 ampères pour 110 volts. Il consomme, en termes d'énergie, l'équivalent de 0,016 centavos par activation. Ce système peut porter 23 tonnes et supporter les inondations.
En Suède, le système dynamique s'appelle Actibump system. Il est produit par Edeva AB.

### Chicane ou écluse
La chicane urbaine permet de contraindre au ralentissement sans l'inconfort des systèmes à dénivelé. Bien conçue, une chicane permet de moduler la vitesse des véhicules selon leur type. Ainsi une chicane urbaine franchissable à 50 km/h par un véhicule léger, peut écrêter la vitesse des poids lourds à 30 km/h.
L'écluse, quant à elle, cumule les avantages de la chicane et du coussin berlinois, puisqu'elle n'impacte pas la trajectoire des cyclistes.